# Candida solani
Candida solani är en svampart som beskrevs av Lodder & Kreger-van Rij 1952. Candida solani ingår i släktet Candida, ordningen Saccharomycetales, klassen Saccharomycetes, divisionen sporsäcksvampar och riket svampar.   Inga underarter finns listade i Catalogue of Life.